# Гордън Страхан
Гордън Дейвид Страхан OBE (на английски: Gordon David Strachan) е шотландски футболен мениджър и бивш футболист. През кариерата си е играл за Дънди, Абърдийн, Манчестър Юнайтед, Лийдс и Ковънтри Сити, като общо е регистрирал 628 официални мача и 138 гола. Избран е за Футболист на годината в Англия за сезон 1990 – 91. Член е на Шотландската футболна зала на славата. През 1996 г., още докато е играч на Ковънтри, е назначен за мениджър на отбора, като запазва позицията си до 2001 г., когато Ковънтри отпада от Висшата лига. След това поема Саутхамптън, а на 1 юни 2005 г. наследява поста на Мартин О'Нийл начело на Селтик. През четирите си сезона начело на Селтик печели шотландското първенство три пъти, два пъти Купата на Лигата и веднъж Купата на Купата на Шотландия. Мениджър е на Мидълзбро от 29 октомври 2009 г.